# Фрезья, Морис Иньяс
Морис Иньяс Фрезья, Маурицио Игнацио Фрезия (фр. Maurice Ignace Fresia, итал. Maurizio Ignazio Fresia; 1746—1826) — итальянский военный деятель, дивизионный генерал (1807 год), барон (1808 год), участник революционных и наполеоновских войн.

## Биография
Происходил из аристократического семейства Пьемонта. В октябре 1758 года был принят в Военную школу Турина. 17 апреля 1766 года поступил в драгунский полк Шабле Сардинского королевства с чином корнета. 15 марта 1793 года произведён в полковники, и возглавил данный драгунский полк. С началом войны против революционной Франции, Фрезиа сражался в рядах Пьемонтской армии. 16 марта 1796 года получил звание бригадира и начальство над полком Королевских шеволежеров. После заключения мирного договора 28 апреля 1796 года в Чераско и бегства короля Виктора Амадея на Сардинию, Фрезия поспешил предложить свои услуги Франции, которая их приняла, и зачислила его в ряды Итальянской армии.
В кампании 1799 года Фрезия командовал драгунской бригадой в дивизии генерала Жака Атри. 26 марта отличился в бою под стенами Вероны. 16 апреля с двумя небольшими эскадронами разбил и пленил австрийский полк. Затем он получает под своё командование все Пьемонтские войска. 28 апреля 1799 года в битве при Вердерио на Адде, где ему пришлось сражаться с превосходящими силами русских и австрийцев, после чего он был вынужден сдаться в плен с 2500 человек. Однако уже 20 мая получил свободу в процессе обмена военнопленными.
3 апреля 1802 года произведён в бригадные генералы и вступил на французскую службу. С 23 сентября 1802 года выполнял функции командующего департамента Верхней Луары в 19-м военном округе. В 1803 году занимался в Монпелье организацией Южного легиона из пьемонтцев.
11 сентября 1805 года, после начала войны против Австрии и России, был вызван маршалом Массена и назначен командиром 1-й бригады (23-й и 29-й драгунские полки) драгунской дивизии Пюлли в Армии Италии. С 23 сентября по 31 декабря 1806 года был заместителем командира Пюлли в новообразованной дивизии тяжёлой кавалерии. 3 июня 1807 года произведён в дивизионные генералы и возглавил кавалерию 8-го армейского корпуса Великой Армии. Отличился в сражении при Фридланде.
1 августа 1807 года возвратился во Францию. 6 ноября 1807 года был назначен командиром кавалерийской дивизии 2-го обсервационного корпуса Жиронды генерала Дюпона. В 1808 году принимал участие в походе в Андалусию. Сражался при Альколеа, был при захвате Кордобы. 22 июля 1808 года со всем корпусом попал в плен при капитуляции при Байлене. 21 сентября возвратился во Францию и 28 октября был назначен командующим 18-го военного округа в Дижоне.
4 апреля 1809 года послан с военной миссией в Тоскану. С 23 июля 1809 года занимался организацией резервной кавалерии в Вероне. 20 октября 1809 года – командир 1-й драгунской дивизии Итальянской Армии. В декабре 1809 года вернулся на Апеннинский полуостров и стал командующим 4-го военного округа в Болонье Итальянского королевства. 27 мая 1812 года возглавил 1-ю итальянскую дивизию, которая не вошла в состав 4-го армейского корпуса Великой Армии и оставалась в Италии. После смерти адмирала Вилларе де Жуайёза, назначен временным губернатором Венеции.
27 февраля 1813 года возглавил кавалерию 4-го корпуса. 18 мая 1813 года – комендант кавалерийского депо в Дрездене. 17 июля 1813 года был назначен военным комендант провинции Иллирии. 29 сентября 1813 года руководил эвакуацией Триеста. С декабря 1813 года занимался организацией резервной дивизии в Генуе. С 1 февраля 1814 года руководил обороной Генуи. 18 апреля 1814 года подписал с английским адмиралом Бентинком конвенцию и оставляет Геную с военными почестями. 7 декабря Фрезья получил французское гражданство и 24 декабря 1814 года вышел в отставку.
Во время «Ста дней» присоединился к Императору и с 3 июня 1815 года находился в распоряжении военного министра в должности генерального инспектора кавалерии.
29 августа 1815 года окончательно вышел в отставку. Умер 3 ноября 1826 года в Париже в возрасте 80 лет, и был похоронен на кладбище Пер-Лашез.

## Воинские звания
- Корнет (17 апреля 1766 года)
- Помощник майора (26 апреля 1776 года);
- Капитан (7 августа 1776 года);
- Майор (27 сентября 1787 года);
- Подполковник (3 августа 1790 года);
- Полковник (15 марта 1793 года);
- Бригадир (16 марта 1796 года);
- Бригадный генерал (3 апреля 1802 года);
- Дивизионный генерал (3 июня 1807 года).

## Титулы
- Барон Ольянико и Империи (фр. baron d'Oglianico et de l'Empire; декрет от 19 марта 1808 года, патент подтверждён 7 июня 1808 года)[1].

## Награды
Легионер ордена Почётного легиона (11 декабря 1803 года)
 Коммандан ордена Почётного легиона (14 июня 1804 года)
 Кавалер военного ордена Святого Людовика (1814 год)